# Dexys Midnight Runners
Dexys Midnight Runners je britská popová hudební skupina ovlivněná soulem, která svého největšího úspěchu dosáhla v polovině 80. let 20. století. Jejími nejznámějšími písněmi jsou „Come On Eileen“ a „Geno“, které se obě dostaly na první místo žebříčku UK Singles Chart. Za první zmíněný singl též kapela získala cenu BRIT Award.

## Diskografie

### Studiová alba
- Searching for the Young Soul Rebels (1980)
- Too-Rye-Ay (1982)
- Don't Stand Me Down (1985)
- One Day I'm Going to Soar (2012)
- Let the Record Show: Dexys Do Irish and Country Soul (2016)
- The Feminine Divine (2023)

### Kompilační alba
- Geno (1983)
- The Very Best of Dexys Midnight Runners (1991)
- Because of You (1993)
- 1980–1982: The Radio One Sessions (1995)
- BBC Radio One Live in Concert (1995)
- It Was Like This (1996)
- Master Series (1996)
- Let's Make This Precious: The Best of Dexys Midnight Runners (2003)
- The Projected Passion Revue (2007)